# Chetitské náboženství

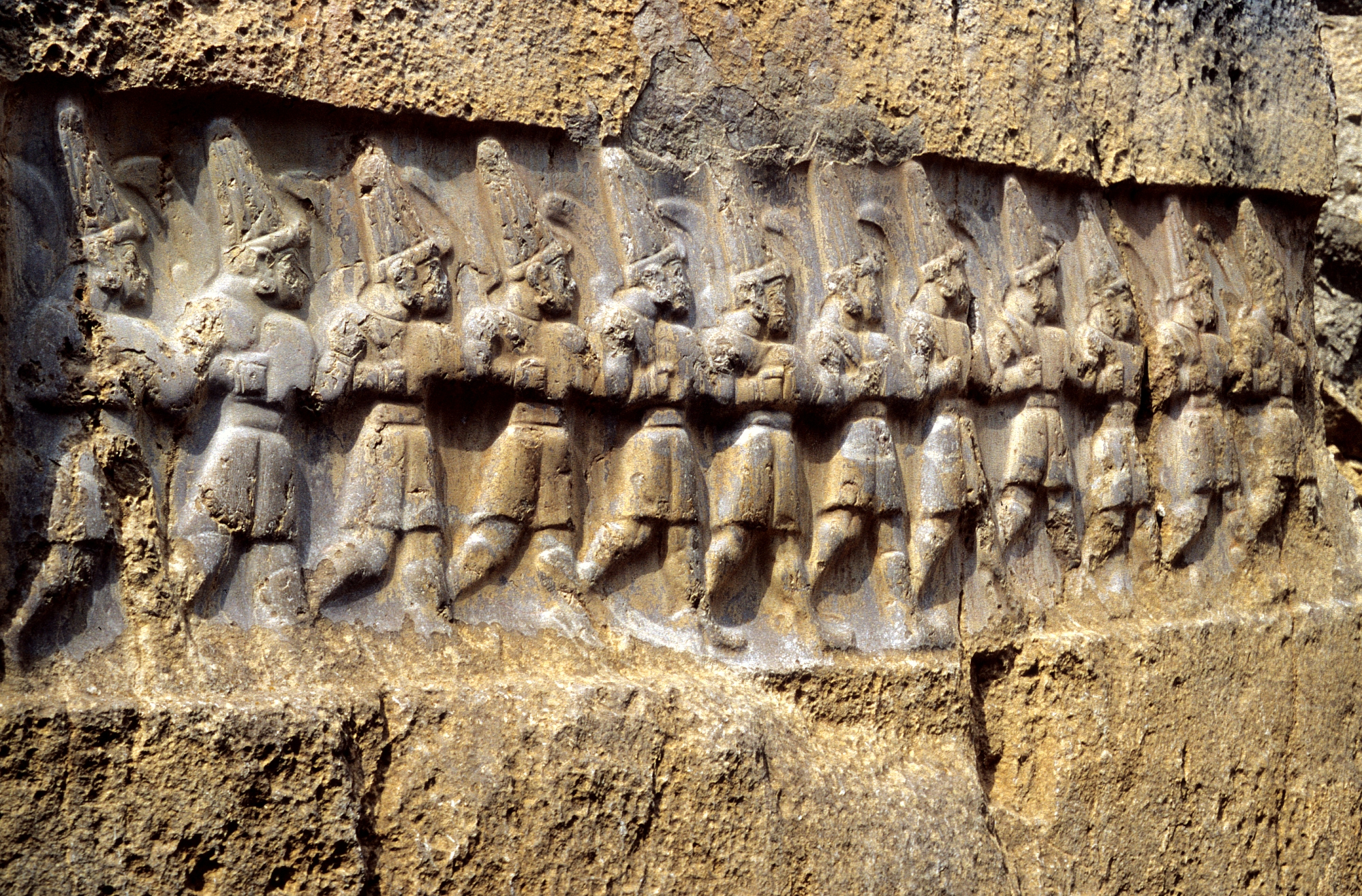
Dvanáct podsvětních božstev na reliéfu z Yazılıkaya

Chetitské náboženství byl soubor věrských představ a praktik starověkých Chetitů, přibližně mezi lety 18. století př. n. l. a 10. století př. n. l. Zahrnovalo také chetitskou mytologii, soubor představ o vzniku a přirozenosti světa, bohů a dalších bytostí. Vycházelo z praindoevropského náboženství, ale ve velké míře se v něm projevily vlivy náboženství Chattijců a Churritů, v menší míře pak náboženství Mezopotámie a Kanaánu. Náboženství Chetitů byly blízká náboženství příbuzných anatolských národů Luvijců, Lýdů, Palajců a dalších.
Chetité uctívali božstva skrze obrazy, které byly uloženy v chrámech a v průběhu některých svátků vynášeny ven. Chrámy měli také ekonomickou funkci, sloužili jako sklady zboží a vlastnily pozemky se zemědělci a řemeslníky. Posvátný rozměr měla také královská instituce a králové se vraceli domů aby vykonali oběti i během války. Po smrti byla králům prokazována božská úcta. Významnou praktikou bylo věštění, například výklad snů králů, věštění z vnitřností obětovaného zvířete nebo letu ptáků.

## Mytologie
Chetitský panteon zahrnoval velké množství bohů, ale jen několik z nich dosahovalo většího významu. K nejvýznamnějším náležel hromovládce, chetitsky nazývaný Tarhunna, churritsky Tešub, velká sluneční bohyně Arinnitti ztotožňovaná s churritskou mateřskou bohyni Hepat, a bůh zemědělství Telipinu. K dalším chetitským božstvům patřila mateřská bohyně Channa-channa, bohyně divokých zvířat Inara, sluneční bůh Istanu, bohyně léčení Kamrušepa nebo horský bůh Šarruma. K nejznámějším mýtům patří o tom jak se ztratil bůh Telepinu, o tom jak hromovládce porazil hada Ilujanku nebo mýtus o střídání božských generací obsažený v Písni o Ullikummim.
	Vyobrazením chetitské kosmologie mohou být reliéfy ve svatyni Yazılıkaya. Jedna z komor tohoto chrámu podle výzkumu z roku 2021 zobrazuje nebesa a zemi a zahrnuje dvě zdi s reliéfy které zobrazují nižší božstva v průvodu směrujícímu k hromovládci Tešuba, jeho manželku, mateřskou bohyni Hepat a jejich syna, boha hor, Šarruma. Panel zobrazující božskou trojici stojí na severu a může tak představovat nebeský pól a Polárku, která nikdy nezapadá za horizont. Jako celek komora nejspíše symbolizuje vše na zemi i na nebi, včetně slunce, měsíce a pět viditelných planet. Druhá komora, ohraničená vysokými stěnami, může zobrazovat podsvětí a vchod do ní střeží reliéfy démonů s lvími hlavami. U vchodu se nalézá také trubka na vodu obsahující zbytky ptačích kostí, což souvisí se symbolikou přechodu vodního toku při cestě do podsvětí a nějakým obětním rituálem. V komnatě se pak nalézají reliéfy dvanácti podsvětních bohů a velké vyobrazení vládce mrtvých Nergala.